# Юлия (жена Гая Мария)
Юлия (Юлия Це́зарис, Юлия Мария; умерла в 69 году до н. э., Рим) — римская матрона из рода Юлиев Цезарей, жена Гая Мария.

## Происхождение
Юлия родилась в семье Гая Юлия Цезаря и его жены Марции.
По происхождению Юлия была одной из знатнейших женщин Рима, но к моменту её рождения семья Юлиев располагала весьма скромными финансовыми возможностями, едва покрывая сенаторский ценз в 900 000 сестерциев.

## Брак
Около 110 года до н. э. Юлия вышла за 47-летнего Гая Мария, которому пришлось развестись со своей первой женой, Гранией. После заключения брака Юлию стали называть Юлия Мария, чтобы не путать с остальными женщинами рода Юлиев. Для Мария женитьба на дочери одного из самых знатных патрициев стала стартом его блестящей карьеры, поскольку через этот брак он был принят в ряды римской аристократии.
Скорее всего в браке эта пара была счастливой. Около 108 года до н. э. у них родился единственный сын — Гай Марий Младший. Юлию описывают как добродетельную женщину, посвятившую свою жизнь мужу и воспитанию ребёнка.

## Жизнь после Мария
Гай Марий скоропостижно скончался в Риме в январе 86 года до н. э. во время своего седьмого консульства. Гай Марий Младший был избран консулом на 82 год до н. э. во время гражданской войны с Суллой. Он покончил с собой, потерпев поражение от Суллы при обороне Пренесте.
После смерти сына и мужа Юлия осталась в Риме. Сулла настолько уважал семью Юлиев, а также авторитет и добродетель Юлии Марии, что она не пострадала от проскрипций, которые происходили в Риме после победы Суллы в гражданской войне.
Юлия была очень уважаема и почитаема также своим племянником, Гаем Юлием Цезарем. Скончалась она в 69 году до н. э. в Риме. Юлий Цезарь произнёс на её похоронах блестящую поминальную речь.